# Rugudż
Rugudż (ros. Ругудж) – wieś w Rosji, w Dagestanie, w rejonie tabasarańskim. W 2010 liczyła 813 mieszkańców, głównie Tabasaranów.